# Florianopolis Challenger 2001
Il Florianopolis Challenger 2001 è stato un torneo di tennis facente parte della categoria ATP Challenger Series nell'ambito dell'ATP Challenger Series 2001. Il torneo si è giocato a Florianópolis in Brasile dal 17 al 23 settembre 2001 su campi in terra rossa.

## Vincitori

### Singolare
Edgardo Massa ha battuto in finale  Gastón Etlis con il punteggio di 6–3, 7–5

### Doppio
Gastón Etlis /  Martin Rodriguez hanno battuto in finale  Stephen Huss /  Lee Pearson con il punteggio di 6–2, 6–1